# Le Sabotage amoureux
Le Sabotage amoureux is de tweede roman van de Franstalige Belgische auteur Amélie Nothomb, gepubliceerd in 1993 door uitgeverij Albin Michel. Het boek werd in 1994 door Manteau in een Nederlandse vertaling met de titel Vuurwerk en ventilators uitgebracht. De helden van dit boek zijn kinderen tussen 6 en 12 jaar, uit allerlei landen, overgeleverd aan zichzelf in de besloten wereld van een Chinees getto voor diplomatengezinnen.

## Samenvatting
Als dochter van de Belgische ambassadeur Patrick Nothomb verbleef de in Japan geboren romanschrijfster in de periode 1972 - 1975 in China. Le Sabotage amoureux is sterk autobiografisch. De auteur evoceert in een zeer directe, geestige stijl haar jeugdervaringen. Samen met andere gezinnen van buitenlandse diplomaten wordt zij ondergebracht in de wijk San Li Tun te Peking, in feite een soort getto dat de Chinese overheid onder Mao Zedong voorbehield om buitenlandse bezoekers jarenlang af te zonderen. Doordat de ouders zich bijzonder weinig bemoeien met hun kroost ervaren de kinderen dit echter eerder als een onbegrensde vrijheid. In dit 'land van ventilators' voeren ze in hun ogen heroïsche oorlogen onder elkaar. Het boek dompelt de lezer onder in het zelfgemaakt universum van de kinderen met generaals, soldaten, veldslagen en spionagemissies. Aan het woord is Amélie, een kind van ongeveer zeven jaar, dat zich het centrum van de wereld waant. Die illusie wordt doorbroken door de komst van de beeldschone, maar ontoegankelijke Elena. Amélie verwoordt de komst van de nieuwkomer en de daarmee samenhangende 'copernicaanse revolutie' als volgt:
La voiture contenait de grosses valises et quatre personnes, au nombre desquelles figurait le centre du monde."

(De auto bevatte grote koffers en vier personen, onder wie het centrum van de wereld zich bevond)
Gedeelten waarin het meisje aan het woord is worden afgewisseld met bespiegelingen over China, Wittgenstein en vooral over de sterke gevoelens die Amélie heeft voor Elena.

## Adaptatie voor opera
Daniel Schell realiseerde een opera, opgevoerd in 2006, waarvoor hij het libretto en de muziek schreef.

## Prijzen
- Prix de la Vocation
- Prix Chardonne